# E94 (trasa europejska)
E94 – trasa europejska biegnąca przez Grecję. Zaliczana do tras pośrednich wschód-zachód droga łączy Korynt z Atenami.

## Stary system numeracji
W 1951 roku wprowadzono oznaczenie E94 na trasie Ljubljana – Belgrad – Bela Crkva w ówczesnej Jugosławii. W 1958 roku wydłużono przebieg z Lublany na północ, do Klagenfurtu w Austrii. W 1966 roku jako wschodni koniec ustanowiono rumuńskie miasto Pitești i przebieg ten obowiązywał aż do połowy lat 80., kiedy wprowadzono nowy schemat numerowania tras europejskich.

### Drogi w ciągu dawnej E94
Lista dróg opracowana na podstawie materiału źródłowego
| Austria    | droga nr 91: Klagenfurt – Strau – granica z Jugosławią |
| Jugosławia | - droga nr 1a: granica z Austrią – droga nr 1 - droga nr 1: droga nr 1a – Kranj – Ljubljana – Trebnje – Kostanjevica - droga nr 1: Kostanjevica – Samobor – Zagreb – Ivanić-Grad – Kutina – Nova Gradiška – Slavonski Brod – Babina Greda – Kukujevci - droga nr 1: Kukujevci – Sremska Mitrovica – Ruma – Zemun – Belgrad - droga nr 13: Belgrad – Pančevo - droga nr 13: Pančevo – Alibunar – Uljma - droga nr 13a: Uljma – Vršac – granica z Rumunią |
| Rumunia    | - droga nr 59: granica z Jugosławią – Moravita – Denta – Şag – Timișoara - droga nr 6: Timișoara – Recaș – Lugoj – Caransebeș – Mehadia – Virciorova – Drobeta-Turnu Severin – Strehaia – Craiova - droga nr 65: Craiova – Balș – Slatina – Jitaru – Lunca Corbului – Pitești - autostrada E15A/E94: Pitești – București |